# Empoasca violinata
Empoasca violinata är en insektsart som beskrevs av Rowland Southern 1982. Empoasca violinata ingår i släktet Empoasca och familjen dvärgstritar.
Artens utbredningsområde är Peru. Inga underarter finns listade i Catalogue of Life.